# Lyndon Dykes
Lyndon Dykes (Gold Coast, 7 de octubre de 1995) es un futbolista australiano, nacionalizado británico, que juega en la demarcación de delantero para el Birmingham City F. C. de la EFL Championship.

## Selección nacional
Hizo su debut con Escocia el 4 de septiembre de 2020. Lo hizo en un partido de la Liga de Naciones de la UEFA contra Israel que finalizó con un resultado de empate a uno tras el gol de Ryan Christie de Escocia, y de Eran Zahavi para Israel.

### Goles internacionales
| # | Fecha                    | Estadio                                  | Oponente        | Gol | Resultado | Competición                         |
| - | ------------------------ | ---------------------------------------- | --------------- | --- | --------- | ----------------------------------- |
| 1 | 7 de septiembre de 2020  | Andrův stadion, Olomouc, República Checa | República Checa | 1-1 | 1–2       | Liga de Naciones de la UEFA 2020-21 |
| 2 | 11 de octubre de 2020    | Hampden Park, Glasgow, Escocia           | Eslovaquia      | 1-0 | 1-0       | Liga de Naciones de la UEFA 2020-21 |
| 3 | 4 de septiembre de 2021  | Hampden Park, Glasgow, Escocia           | Moldavia        | 1-0 | 1-0       | Clasificación para el Mundial 2022  |
| 4 | 7 de septiembre de 2021  | Estadio Ernst Happel, Viena, Austria     | Austria         | 0-1 | 0-1       | Clasificación para el Mundial 2022  |
| 5 | 9 de octubre de 2021     | Hampden Park, Glasgow, Escocia           | Israel          | 2-2 | 3-2       | Clasificación para el Mundial 2022  |
| 6 | 12 de octubre de 2021    | Tórsvøllur, Tórshavn, Islas Feroe        | Islas Feroe     | 0-1 | 0-1       | Clasificación para el Mundial 2022  |
| 7 | 21 de septiembre de 2022 | Hampden Park, Glasgow, Escocia           | Ucrania         | 2-0 | 3-0       | Liga de Naciones de la UEFA 2022-23 |
| 8 | 21 de septiembre de 2022 | Hampden Park, Glasgow, Escocia           | Ucrania         | 3-0 | 3-0       | Liga de Naciones de la UEFA 2022-23 |
| 9 | 17 de junio de 2023      | Ullevaal Stadion, Oslo, Noruega          | Noruega         | 1-1 | 1–2       | Clasificación para la Eurocopa 2024 |

## Clubes
| Club                              | País       | Año       | Partidos | Goles |
| --------------------------------- | ---------- | --------- | -------- | ----- |
| Mudgeeraba S. C.                  | Australia  | 2013      | 5        | 0     |
| Merrimac F. C.                    | Australia  | 2014      | 16       | 25    |
| Queen of the South F. C.          | Escocia    | 2014-2015 | 0        | 0     |
| Redlands United F. C.             | Australia  | 2015      | 15       | 15    |
| Gold Coast City F. C.             | Australia  | 2015      | 1        | 1     |
| Surfers Paradise Apollo S. C.     | Australia  | 2016      | 15       | 17    |
| Queen of the South F. C.          | Escocia    | 2016-2019 | 122      | 25    |
| Livingston F. C.                  | Escocia    | 2019      | 36       | 14    |
| Queen of the South F. C. (cedido) | Escocia    | 2019      | 15       | 3     |
| Queens Park Rangers F. C.         | Inglaterra | 2020-2024 | 165      | 37    |
| Birmingham City F. C.             | Inglaterra | 2024-     | 32       | 5     |